# Ардов, Борис Романович
Борис Романович Ардов (1895, Харьков — июль 1929, Ботлих) — революционный деятель начала XX века, начальник Даготдела ОГПУ по Махачкалинскому району ДАССР.

## Биография
Родился в Харькове, в семье портного. Для оплаты учёбы в Харьковской гимназии в 15 лет поступает на работу в качестве подручного токаря на Харьковский металлургический завод «Дитмар». С октября 1917 по 1918 г. в рядах бойцов Красной Армии. С 1918 по 1923 гг. командир 1-го рабоче-крестьянского полка. С 1923 по 1924 гг. на посту начальника уголовного розыска, а затем начальника милиции.

С июля 1924 г. начал работать в Дагестанском отделении ОГПУ. В 1926 г. назначен начальником Даготдела ОГПУ по Махачкалинскому району. В июле 1929 г. убит бандитами в ауле Ботлих.

## Память
В 1930 г. именем Ардова был назван бывший Маячный переулок в г. Махаччкала.